# Château de l'Empereur
Le château de l'Empereur (en italien, Castello dell'Imperatore) est un château de style souabe du XIIIe siècle situé à Prato (10 km de Florence) en Toscane (Italie).

## Historique
Ce château doté de huit tours fut construit à l'endroit d'une ancienne forteresse, entre 1237 et 1248, par l'architecte sicilien Riccardo da Lentini, pour l'empereur Frédéric II du Saint-Empire.
La forteresse fut habitée par le vicaire en Toscane de l'empereur, chargé d'occuper la route qui reliait le Saint-Empire romain germanique à l'Italie méridionale et à la Sicile, en passant par le col des Apennins[Lequel ?] et la vallée du Bisenzio.
Au XIVe siècle, le gouvernement florentin transforma l'édifice en garnison et en prison.

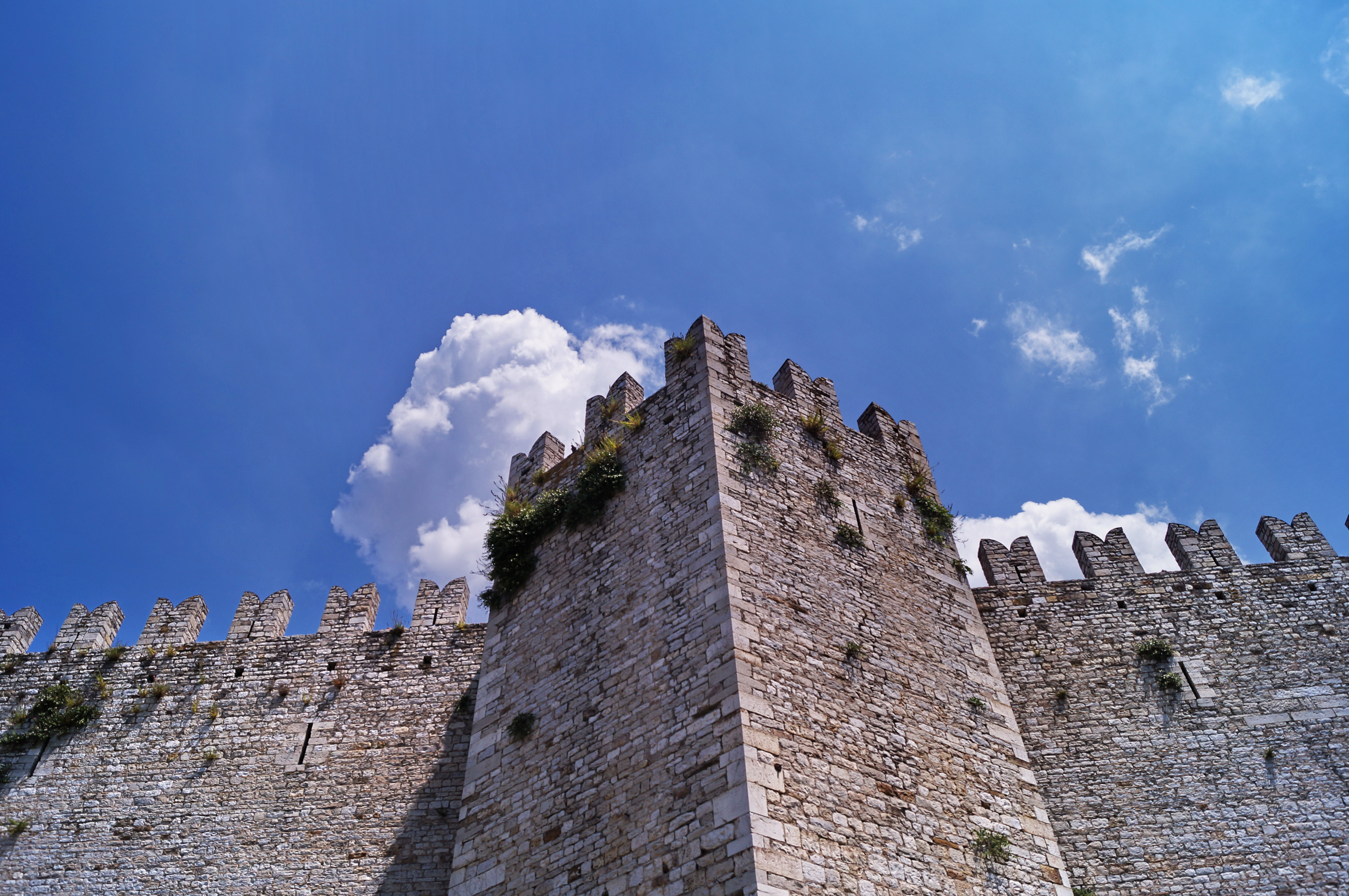
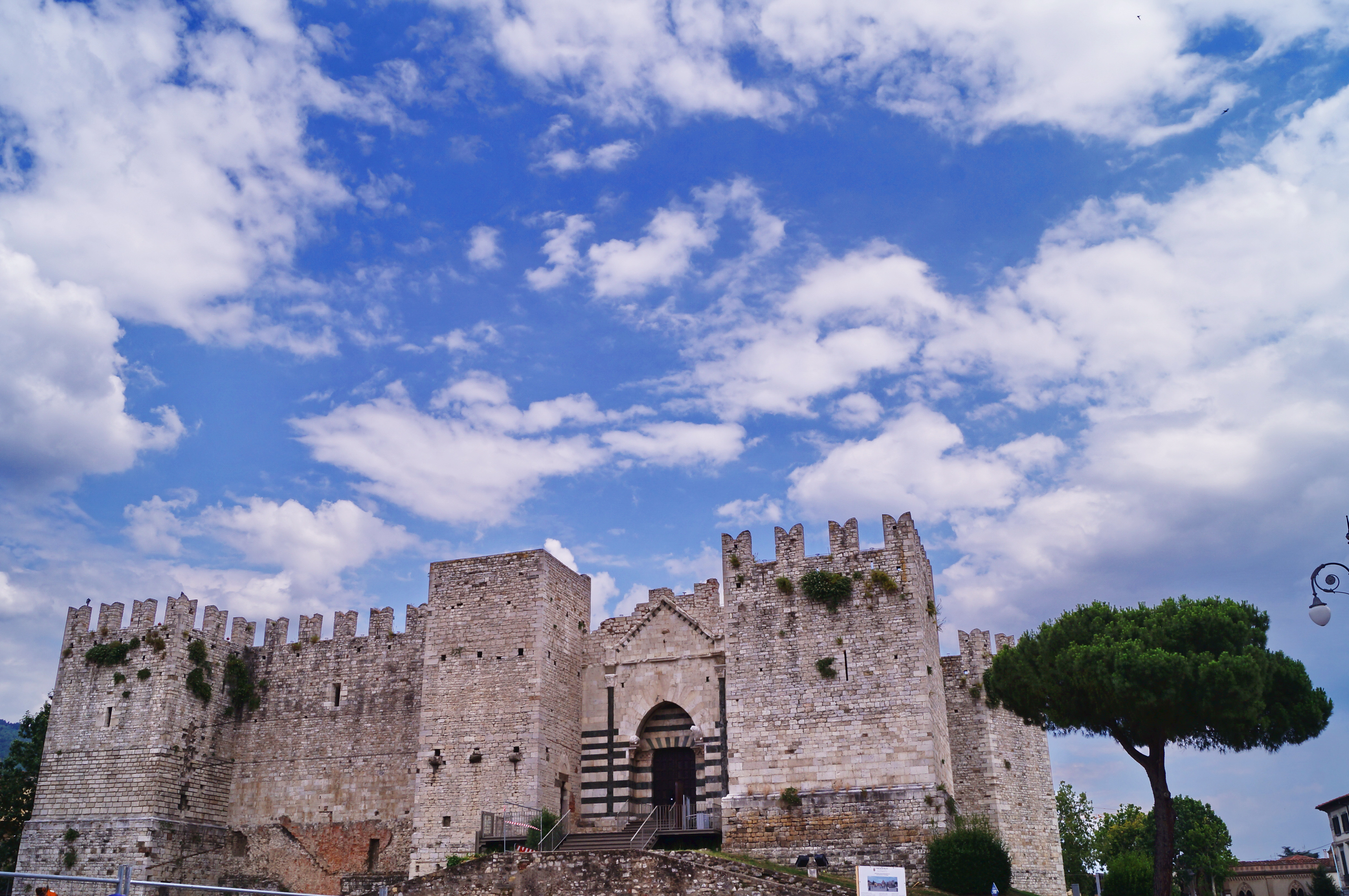
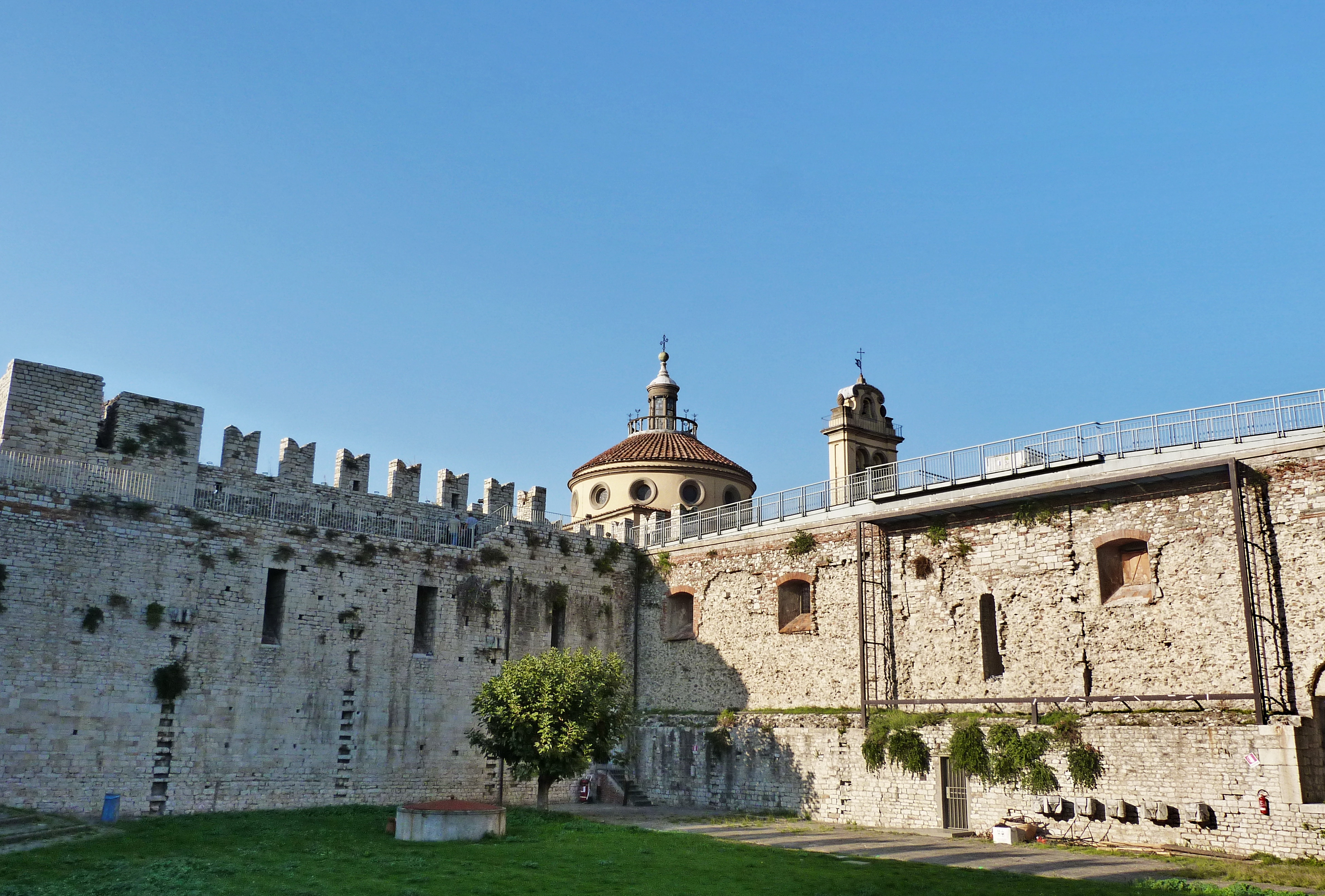
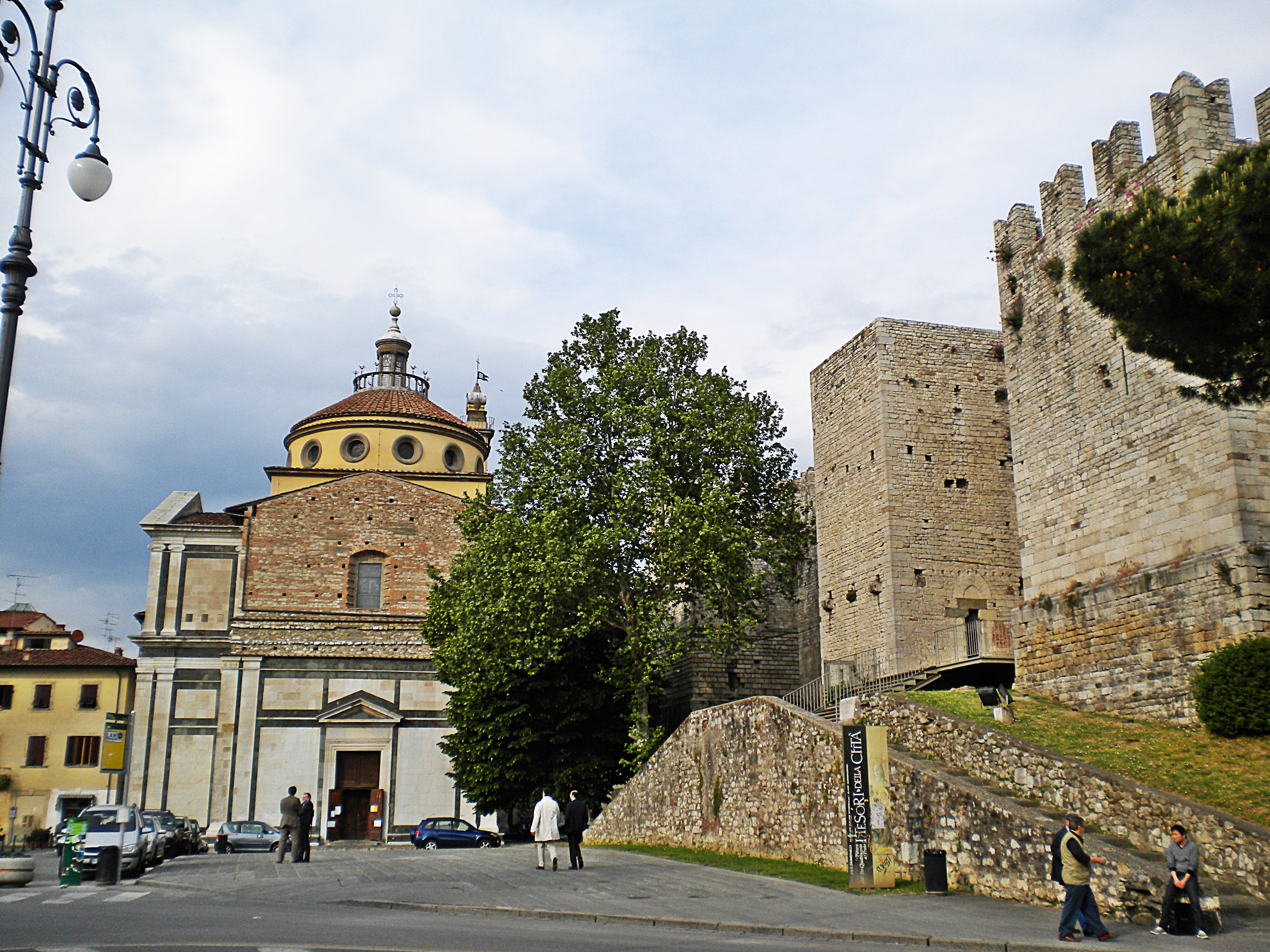
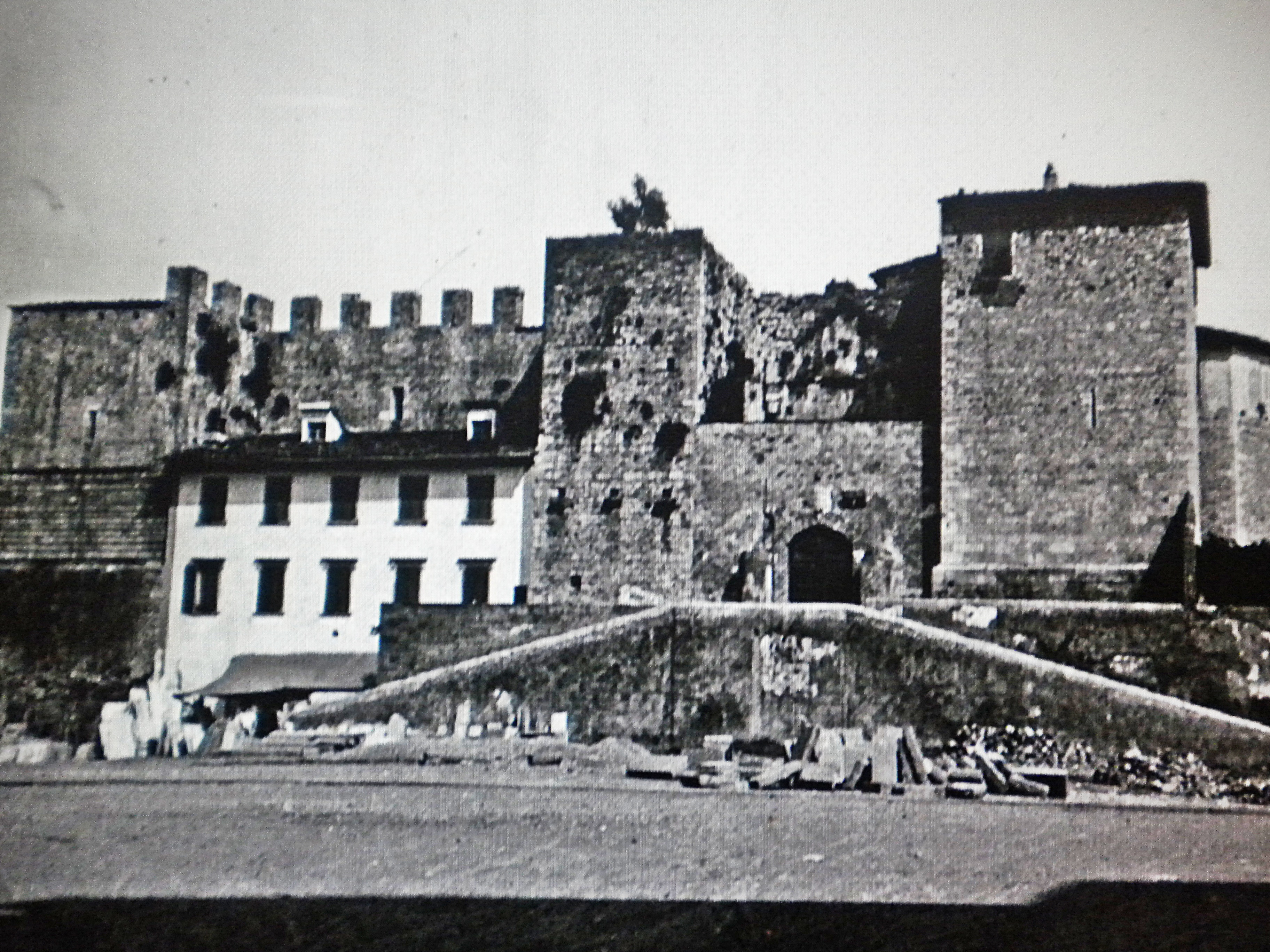
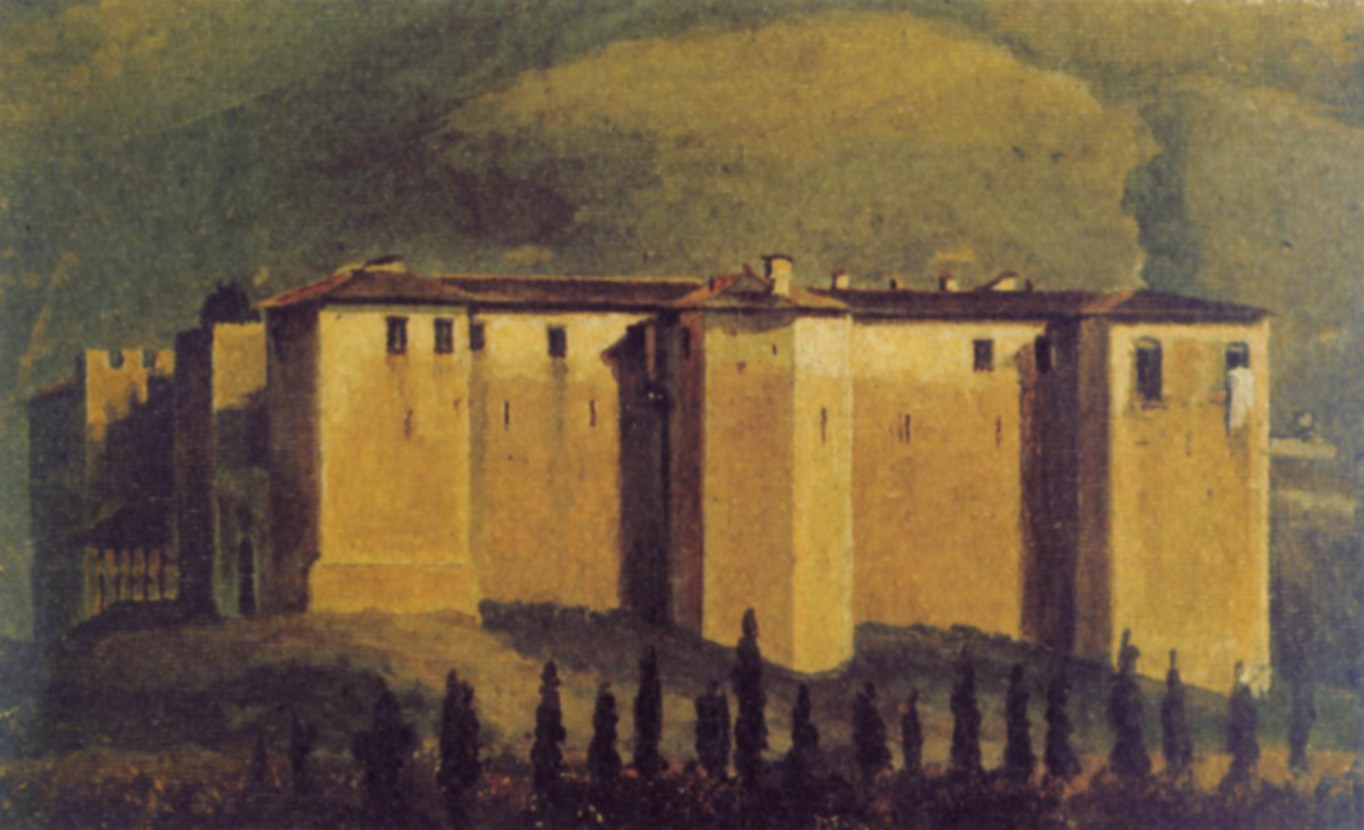
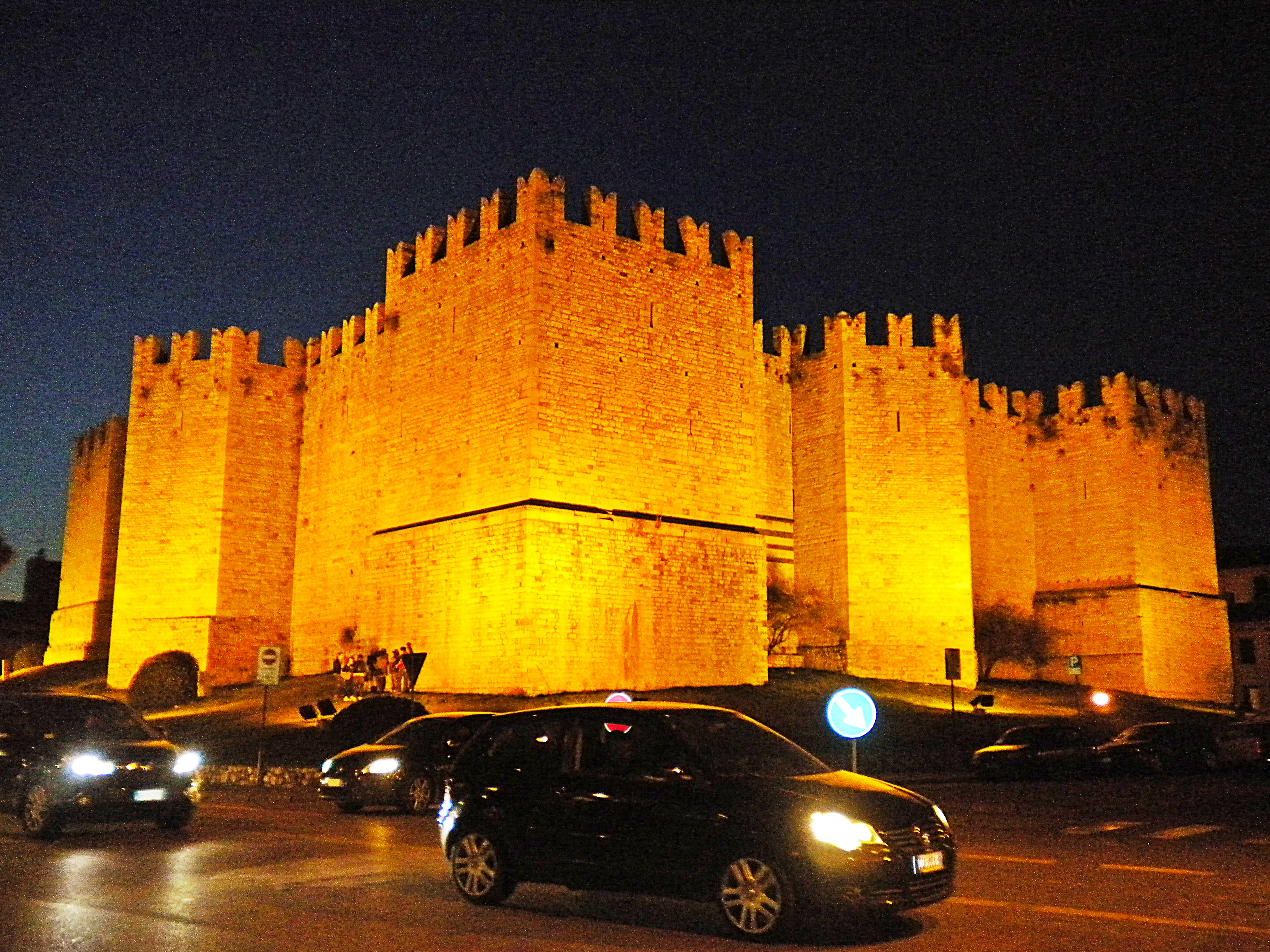

## Tourisme
En été, le château est aménagé pour accueillir des manifestations, des concerts et des projections cinématographiques en plein air...